# チャーリー石黒
チャーリー石黒（チャーリーいしぐろ、1928年1月20日 - 1984年12月14日）は、日本の音楽プロデューサー。本名、石黒 寿和（いしぐろ としかず）。作曲などペンネームは城 美好。

## 経歴
- 早稲田大学理工学部卒業。大学在学中はジャズやラテン音楽に親しんでいた。1954年、自身がリーダーを務める18人編成の楽団・チャーリー石黒と東京パンチョスを結成。楽団としてテレビや舞台に出演した。また、渡辺プロダクション専属の音楽プロデューサーとして森進一や内山田洋とクール・ファイブなどを手掛けた。1983年頃に体調を崩し、療養生活を続けていたが、1984年12月14日に病で病死[1]。

## 楽曲提供作品
- 内山田洋とクール・ファイブ
  - 「涙こがした恋」（作曲）
  - 「不知火の女」（作曲）
  - 「捨ててやりたい」（作曲）
  - 「夜毎の誘惑」（作曲）
  - 「恋は終ったの」（作詞・作曲）

- 仲雅美
  - 「別離」（作曲）
  - 「北に消えゆく二人」（作曲・編曲）
  - 「涙のジャーニー」（作曲）
  - 「けがれない心で」（作曲）
  - 「君を愛す」（作曲）
  - 「旅に出よう」（作曲）

- ピーター
  - 「私の場合」（作曲）
  - 「東京の人」（作曲）

- 藤圭子
  - 「女泣かせ」（作曲）「女のブルース (アルバム)」収録
  - 「十九のつぼみ」（作曲）「知らない町で (アルバム)収録

- 森進一
  - 「盛り場ブルース」（作曲）
  - 「伊豆の女」（作曲）
  - 「さすらい波止場」（作曲・編曲）
  - 「ネオンごころ」（作曲）
  - 「おんな」（作曲）
  - 「波止場女のブルース」（作曲）
  - 「女の歴史」（作曲）
  - 「流れのブルース」（作曲）

## 出演
音楽番組
- 象印スターものまね大合戦（1967年 - 1977年、日本教育テレビ❲NET、現・テレビ朝日❳）
- 新春グランド歌合戦（1968年、テレビ朝日）

テレビドラマ
- 仮面ライダーストロンガー（TBS）
  - 第9話「悪魔の音楽隊がやって来た!!」（1975年5月31日放送） - 本人役